# كارماسكالي
كارماسكالي ((بالروسية: Кармаскалы́)‏ . (بالباشقيرية: Ҡырмыҫҡалы)‏) هي منطقة ريفية (سلو) والمركز الإداري لمقاطعة كارماسكالينسكي في جمهورية باشكورستان، روسيا. اعتبارا من تعداد عام 2010 ، كان عدد سكانها   8540.